# Svein Wickstrøm
Svein Wickstrøm (Oslo, 17 de marzo de 1936 – 15 de diciembre de 2006) fue un actor y artista de revista noruego. Trabajó en el Teatro Trøndelag durante 35 años.
Wickstrøm nació en Oslo. Debutó en el escenario con Leif Juster en el Teatro Edderkoppen en 1955. Después de formarse en la Escuela Nacional de Teatro, pasó dos años con el Teatro Nacional Itinerante y luego cinco años en Chat Noir. En 1968 comenzó a actuar en el Teatro Trøndelag, y permaneció allí hasta que se retiró en 2003.
Junto con Helle Ottesen y Jakob Margido Esp, actuó en el espectáculo de cabaret Store Lille Otto, que se representó alrededor de 200 veces. Esta actuación tuvo varias versiones, llamadas Store lille Trondhjem y finalmente Store lille verden en la década de 1990. Apareció en tres episodios de la serie de comedia Fleksnes Fataliteter, y es particularmente recordado por su papel de "Sengehesten" (en noruego: Bed Rail) en el episodio "Rotbløyte" de 1982.
Wickstrøm fue panelista regular en el programa de radio 20 spørsmål (20 Preguntas), que se emitió localmente en Trøndelag en la década de 1990. Wickstrøm interpretó más de 150 personajes en teatro, revista, cine, radio y televisión.
En 1985 recibió el Premio Honorífico Per Aabel, y en 1996 fue galardonado con el Premio Honorífico de los Amigos del Teatro Trøndelag. Recibió la beca de la Asociación de Teatros y Orquestas de Noruega en 1966 y la beca cultural de la ciudad de Trondheim en 1971.

## Filmografía
- 1961: Går ut i kveld como Horne (Teatro Televisivo de NRK)
- 1965: Vaktpostene como Carl, un miembro de la policía militar
- 1966: Kontorsjef Tangen (serie de TV)
- 1967: Musikanter
- 1968: De ukjentes marked como David
- 1968: Mannen som ikke kunne le (El hombre que no podía reír)
- 1968: Smuglere (Contrabandistas)
- 1982: Fleksnes fataliteter en el episodio "Rotbløyte" como "Sengehesten" (Bed Rail)
- 1976: Fleksnes fataliteter en el episodio "Trafikk og panikk" como el portavoz de Falken
- 1985: Hustruer - ti år etter como el agente de viajes
- 1985: Papirfuglen como el sepulturero
- 1987: På stigende kurs como el banquero
- 2002: Fleksnes fataliteter en el episodio "Himmelen kan vente" como el ángel